# Thaumalea edwardsi
Thaumalea edwardsi är en tvåvingeart som beskrevs av Bo Tjeder 1949. Thaumalea edwardsi ingår i släktet Thaumalea och familjen mätarmyggor. Inga underarter finns listade i Catalogue of Life.